# Dolibarr
Dolibarr ERP/CRM je odprtokodna programska oprema/prosto programje za majhna in srednje velika podjetja, ustanove ali ljudi v svobodnem poklicu (freelancers). Vključuje različne funkcije Upravljanja podjetniških virov »Enterprise Resource Planning (ERP)« in Upravljanja odnosov s kupci »Customer Relationship Management (CRM)«, kot tudi druge funkcije za različne poslovne aktivnosti.

## Funkcije
Na voljo je več modulov, ki jih lahko vklopite ali izklopite, glede na to, katere funkcije programa zahtevate.
Ta programska oprema je prosto programje, po pogojih GNU General Public License, licenca 2.0. Deluje pa kot internetna (web) aplikacija, ki se lahko uporablja povsod, kjer je na voljo internetni dostop.
Dolibarr je odprtokodni projekt, ki želi ponuditi preprost ERP/CRM program uporabnikom brez tehničnega znanja .
Dolibarr vključuje vse najpomembnejše ERP/CRM funkcije, razen računovodstva. Program je modularen, njegova značilnost pa je enostavna namestitev in enostavna uporaba, kljub velikemu številu funkcij, ki jih lahko aktivirate z vklopom različnih modulov .
To je povzetek glavnih Dolibarr funkcij:

## Osnovni moduli
- Katalog proizvodov in storitev
- Upravljanje zalog
- Upravljanje bančnih računov
- Imenik kupcev, dobaviteljev in možnih strank
- Imenik kontaktov
- Upravljanje tržnih aktivnosti
- Upravljanje nabave
- Upravljanje komercialnih ponudb z izvozom v PDF obliko
- Upravljanje pogodb
- Upravljanje računov z izvozom v PDF obliko
- Upravljanje plačil
- Upravljanje odprtih naročil
- Upravljanje dobav
- Podpora za DDV
- Upravljanje članstva združenj
- Upravljanje donacij
- Upravljanje zaznamkov
- E-pošta
- Poročanje o Dolibarr dogodkih v web koledarjih
- Poročila
- Orodja za izvoz podatkov
- LDAP povezljivost

## Razno
- Možnih več uporabnikov z različnimi nivoji dovoljenj za vsako funkcijo.
- Različni meniji (interni uporabniki, kot »back-office«, lahko uporabljajo določen meni, zunanji uporabniki, kot »front-office«, lahko uporabljajo drugačen meni z drugačnimi dovoljenji).
- Zelo prijazen do uporabnikov in enostaven za uporabo.
- Na voljo je več različnih videzov.
- Koda je zelo prilagodljiva (veliko načinov uporabe različnih modulov).
- Deluje z Mysql 4.1 ali novejšim, eksperimentalna podpora za PostgreSql.
- Deluje z PHP 5.0 ali novejšim.

## Manjkajoče funkcije
Naslednje funkcije niso na voljo niti v najnovejši verziji programa Dolibarr :
- Ni računovodstva (samo upravljanje banke).
- Dolibarr trenutno lahko upravlja samo z eno valuto.
- Dolibarr trenutno lahko upravlja samo z enim podjetjem/ustanovo
- Ne podpira dvojne obdavčitve (federalno / regijsko) za Kanado.
- Dolibarr ne vsebuje upravljanje s človeškimi viri (human relation management).
- Dolibarr ne vsebuje modula za vodenje projektov.
- Dolibarr ne vključuje nobene internetne pošte (Webmail).

## Arhitektura
Dolibarr je napisan v PHP. Uporablja bazo podatkov MySQL.
Deluje na številnih gostiteljih in strežnikih. Dolibarr deluje z vsemi PHP konfiguracijami (kot je opisano zgoraj) in ne zahteva nobenega dodatnega PHP modula.
Pomembno je, da je Dolibarr na voljo kot avtomatska namestitev za Windows in MAC uporabnike brez tehničnega znanja. Namestitev programa Dolibarr in vseh drugih potrebnih programov (Apache, Mysql, PHP) se izvrši z zagonom ene same datoteke auto-exe. Ta verzija se imenuje DoliWamp za uporabnike Windows, DoliBuntu za uporabnike Ubuntu in podobnih sistemov, ter DoliMamp za MAC uporabnike.

## Zgodovina
Dolibarr je ustvaril Rodolphe Quiedeville, iz ničle, in ga shranil kot CVS, gostujoč na Savannah, Aprila 2002.
Jean-Louis Bergamo, tudi Aprilski član, je začel kreirati modul za upravljanje.
Verzija 1.0 je bila izdana Septembra 2003.
Julija 2008 je Rodolphe prepustil vodenje projekta glavnemu sodelavcu - Laurent Destailleur (ki je tudi avtor drugega popularnega odprtokodnega OpenSource projekta AWStats).

## Prevodi
ca_ES/
tr_TR/	  	  	  	
da_DA/ 	  	  	  	
de_DE/ 	  	  	  	
en_AU/ 	  	  	  	
en_US/ 	  	  	  	
es_ES/ 	  	  	  	
fi_FI/ 	  	  	  	
fr_BE/ 	  	  	  	
fr_FR/ 	  	  	  	
it_IT/ 	  	  	  	
nl_BE/ 	  	  	  	
nl_NL/ 	  	  	  	
no_NO/ 	  	  	  	
pl_PL/ 	  	  	  	
pt_PT/
pt_BR/ 	  	  	  	
ro_RO/ 	  	  	  	
ru_RU/
sl_SL

## Nagrade
- 2003
  - 1. v kategoriji »Management Company« na tekmovanju Les Trophées du Libre.